# MÁQUINA
MÁQUINA é uma agência de comunicação corporativa e de relações públicas, criada e presidida pela jornalista e empreendedora Maristela Mafei. Fundada em 1995, tem sede em São Paulo e escritórios próprios no Rio de Janeiro  e em Brasília, com um total de 280 funcionários. O Grupo Máquina tem uma carteira de 110 clientes, notadamente empresas de grande porte do segmento privado.
Além da atuação em todo o território nacional, o Grupo Máquina tem parcerias internacionais com Brunswick, Hill & Knowlton, Ogilvy PR, Estudio de Comunicación, Cohn & Wolfe, Llorente & Cuenca e MBS Value. Foi a primeira agência de comunicação a ser aceita no Pacto Global da ONU e é a única empresa do setor a fazer parte do grupo de empreendedores Endeavor.
Em parceria com a Zóio, uma de suas agências coligadas, o Grupo Máquina desenvolveu para a Secretaria Municipal de Conservação e Serviços Públicos do Rio de Janeiro o projeto QRio, que consiste no uso do QR code em pontos turísticos da cidade para levar informações aos turistas. Os códigos são exibidos em diversos tipos de material, inclusive em pedras portuguesas, tradicionais nas ruas cariocas, e podem ser acessados por meio de smartphones ou tablets. Em locais como Corcovado, Pão de Açúcar, Sambódromo e em todas as principais praias da cidade, o visitante poderá encontrar informações sobre o ponto turístico, fotos e curiosidades.